# 狼なんか怖くない (石野真子の曲)
「狼なんか怖くない」（おおかみなんかこわくない）は、1978年3月25日に発売された石野真子のデビューシングル。

## 解説
- 石野を「他のアイドルとは違う売り方を…」と考えたビクターのプロデューサーである谷田郷士が阿久と相談し、かつて森進一の「襟裳岬」を手がけた吉田拓郎に作曲を依頼[2][注釈 1]。吉田は当時、“アイドル好き”とされていたが[2][注釈 2]、ビクターの担当者から作曲依頼を受けた際、すぐにはOKをしなかった[注釈 3]。ある日スタッフによるセッティングで二人は六本木のバーで初めて会った。明るい性格で素直な「芦屋育ちのお嬢さん」に興味を持ち作曲依頼を引き受けることにした吉田は、その席で「僕はこういうの（アイドルへのデビュー曲の提供）は初めてで、あんまり自信が無いんですが、まあ二人で頑張りましょう!」と挨拶をした[注釈 4]。なお、レコーディング時におけるエピソードは下記の「#レコーディング」を参照。

- ジャケット写真は篠山紀信による撮影。この写真について石野は、「赤坂のおしゃれな公園での撮影で、スタイリストさんも付いてくれたのですが、田舎から出てきたばっかりで、洗練されてなくて、出来上がったジャケット写真を見ると、なんか眠たそうで「ホニョー」っとした顔していて、「アーア」って思いました。せっかく、あんな有名なカメラマンに撮っていただいたのに、ホントにがっくりでした。」と後にコメントしている。

- 歌詞とタイトルは、日本テレビ系オーディション番組『スター誕生!』の審査員を務めた作詞家・阿久悠が、同じ当番組から歌手デビューしたピンク・レディーのセカンド・シングル『S・O・S』（1976年11月発売）の「男は狼なのよ 気を付けなさい」を、全く逆の視点から展開させた内容と成っている。なお、阿久自身は「実は『狼なんか怖くない』と言っても、本当は恐ろしいと自覚した歌である。少女にとってのこの世はオオカミだらけで、恐怖に思う筈。それでも例外として、恋愛する男性相手の『あなたが狼になるなら怖くない』という、乙女心をモチーフにした歌である」と、自著の『歌謡曲の時代』に記されている[3]。

- また歌詞に出てくる「あなたも狼にー」のところで、“狼のよう”に見える形を右手で作ってみせる振り付けが有名。振り付けは土居甫によるもので、顔のアップでテレビに映ることが多いのでフィンガーアクションにしたもの。後年、日本テレビ系音楽番組『速報!歌の大辞テン』のランキングでチャートインした際にVTR出演し、その手の形について「これはよく見ると、狐なんですね」と話した。2004年から2005年にかけて放送されたテレビ朝日系特撮テレビドラマ『特捜戦隊デカレンジャー』に白鳥スワン役でレギュラー出演した際には、44話の作中に、敵方の作戦で「宇宙警察なんか怖くないキャンペーン」があり、その説明シーンでメイン敵キャラであるアブレラがさりげなく狼の手の振りをしてみせたが、この曲を映像付きで見ていない限り理解不能なギャグであった。ほか、2005年に放送されたTBS系テレビドラマ『H2〜君といた日々』の6話や2008年に放送されたフジテレビ系テレビドラマ『Room Of King』の4話では、石野が本楽曲を口ずさむシーンが登場している。

- デビュー丸30年を迎えた2008年3月25日には、原宿クエストホールでライヴを開催した。開演前には囲み会見に応じ、この曲のメロディーを電話越しに初めて聴いた時に感激した思い出話等を披露している（上記の、「狼じゃなく狐に見える」という話も話題に上がっていた）。

- 古書や昔の雑誌を売る店が並ぶ神田神保町のとある店では、デビュー当時にレコード屋の店頭などに飾られていた本楽曲の宣伝用巨大ポップ（石野本人の写真入り）がレア商品として売られており、販売価格が数十万するとテレビで放送された[注釈 5]。

- 石野の楽曲の中で本楽曲は、オリコンチャート上において『春ラ!ラ!ラ!』『ジュリーがライバル』に続く3番目のヒットソングとなった[1]。

- 2008年3月26日に発売された歌手デビュー30周年記念CD-BOX『Mako Pack -Premium- 30th Anniversary Special Edition』に、シングルEPのA・B面曲が共に最新デジタル・リマスタリング音源で収録された。

## レコーディング
- 作曲者の吉田拓郎が六本木のバーで初対面した時の“石野真子”は「本当にこの人デビューするんですか?」と思うほど太っていた。しかし不思議な芸能界は3ヶ月後（レコーディングの時）には見違えるように変身させてきた[4]。

- レコーディング当日、吉田は徹夜で石野に付き添う。「狼なんか怖くない」は音程の上がり下がりが難しく、「レコーディングに8時間もかかった」と後に石野はコメントしている[5]。キャンディーズも同様に、吉田の曲は難しいとコメントしている。キャンディーズの場合は吉田自身がファンであり、「やさしい悪魔」など、わざと難しい楽曲を提供して長時間のレコーディングに付き添えるようにしたらしいというのが有名。

- デビューに賭けたスタッフらは、8時間のレコーディング中「唄えば唄うほど歌が上手くなる」と石野を励まし続け[6]、レコーディングが終了すると大歓声が上がった。石野はこの記念すべきデビュー作がレコードになった時の気持ちを、「きっと夢を見ていて、今に転んだらパッと目が覚めるんじゃないかと信じられなかった。どうしても自分が歌っていると思えない」とコメントしている[6]。

## 収録曲
- 両楽曲共に、作詞：阿久悠／作曲：吉田拓郎

1. 狼なんか怖くない [3:11]
編曲：鈴木茂
2. ひとり娘 [3:12]
編曲：馬飼野康二

## カバー
- 水野あおい - 1997年発売のCDシングル「Ring a Ding～倫子のテーマ～」のc/w曲として収録。
- 中村春香 - 2000年に放送されたテレビアニメ「OH!スーパーミルクチャン」の主題歌として主役担当の声優がカバーしている。本作のアルバム「OH!スーパーミルクチャン オリジナルサウンドトラック ミルクのカラオケオリンピック!」の2曲目と19曲目に収録されている。なお2曲目は、大統領役の長島雄一とのデュエット版で、2番は大統領のみが歌っているため、歌詞に大統領の口癖「ダス」が付けられているなど、一部変更されている。

## 関連作品
- GOLDEN☆BEST 石野真子
- Mako Pack -Premium- 30th Anniversary Special Edition